# Sobiesęki (województwo wielkopolskie)
Sobiesęki (danw. Sobiesęki ABC) – wieś w Polsce położona w województwie wielkopolskim, w powiecie kaliskim, w gminie Brzeziny.

## Historia
Po III rozbiorze Polski do Sobiesęk i w okolice sprowadzono osadników niemieckich wyznania ewangelickiego, zwanych holendrami. Podobne kolonie powstały w okolicy w Niemieckiej Wsi, Joance, Piegonisku, Stoku i trochę dalej na zachód w Kakawie i Przystajni. W 1808 wybudowano dla protestantów drewniany zbór w Iwanowicach, spłonął jednak w 1818. Po tym wybudowano murowany kościół w Sobiesękach. Zbór ten nigdy nie przekraczał 2000 wiernych, koloniści byli biedni, nie zawsze byli w stanie utrzymać własnego pastora, jak w latach 1866-1881. Kościół i plebania opustoszały. Sytuacja zmieniła się po przybyciu pastora Mikulskiego, do 1882 wybudowano nowy kościół i plebanię. W 1919 funkcjonowała tu niemiecka szkoła ludowa. W 1923 na rok pastorem był tu Jakob Gerhardt. Na początku lat 90. XX wieku kościół został odkupiony przez katolików i stał się siedzibą nowej parafii. Budynek kościelny został wyremontowany, natomiast cmentarz ewangelicki sprofanowano.
W latach 1975–1998 miejscowość położona była w województwie kaliskim.